# 五人一首
五人一首（ごにんいっしゅ）は、日本のプログレッシブ・メタルバンド。1996年に東京都で結成。

## メンバー
- 百田真史（ももたまさし／ピアノ・シンセサイザー） - Masashi Momota
- 松岡あの字（まつおかあのじ／ボーカル・ギター） - Anoji Matsuoka
- 山口岳（やまぐちがく／ドラムス） - Gaku Yamaguchi
- 高橋史男（たかはしふみお／ギター） - Fumio Takahashi
- 大山徹也（おおやまてつや／ベース） - Tetsuya Oyama

## ディスコグラフィー

### シングル
1. 『無礙の人』（2002年、1st Single、GSGN 0002-2)

### アルバム
1. 『五人一首』（2000年、1st Album、EEGN 0001-2）
狂骨の夢／経文刻印身体／二人遊び／月と半魚人／楼の主／
2. 『五人一首』（2002年、1st Album、GSGN 0001-2）
狂骨の夢／経文刻印身体／二人遊び／月と半魚人／楼の主／経文刻印身体Demo1999
3. 『内視鏡世界』（2005年、2nd Album、BTH-001）
常闇回廊／ナレノハテ／斜眼の塔／人媒花／無礙の人／赫い記憶
4. 『死人贊歌』（2020年、3rd Album、BTH-067）
終焉／そして無に帰す／傀儡の造形／毒薬と再生／然るべき闇夜へ／呵責／弔いの月に啼く